# Palež (Srebrenica, BiH)
Palež je naselje u općini Srebrenica, Republika Srpska, BiH.

## Stanovništvo
Prema popisu iz 1991. godine Palež nije imao stanovnika.